# تپه در آوج
تپه در آوج مربوط به مس و سنگ است و در شهرستان نهاوند، بخش خزل، روستای شیراوند واقع شده و این اثر در تاریخ ۲۴ اسفند ۱۳۸۳ با شمارهٔ ثبت ۱۱۴۵۱ به‌عنوان یکی از آثار ملی ایران به ثبت رسیده است.